# Atractus carrioni
Atractus carrioni là một loài rắn trong họ Colubridae. Loài này được Parker mô tả khoa học đầu tiên năm 1930.